# Toru Takagiwa
Toru Takagiwa (født 15. april 1995) er en japansk fodboldspiller, som spiller for den japanske fodboldklub Shimizu S-Pulse.